# Hideo Yamamoto (Zeichner)
Hideo Yamamoto (jap. 山本 英夫, Yamamoto Hideo; * 1968 in der Präfektur Saitama, Japan) ist ein japanischer Manga-Zeichner.
Yamamoto veröffentlichte seinen ersten Manga 1989 mit Sheep. In den 1990er Jahren zeichnete er für verschiedene Manga-Magazine mehrere Vorgänger zu seiner Manga-Serie Ichi the Killer, an der er von 1998 bis 2001 arbeitete. Die Verfilmung dieses Mangas erregte großes Aufsehen und machte Yamamoto bekannt. Ab 2003 zeichnete er an seinem zweiten international erfolgreichen Manga, Homunculus, für Big Comic Spirits.
Yamamotos Zeichnungen sind vor allem in seinen neueren Werken wie Homunculus sehr realitätsnah und dem Gekiga-Stil angepasst. Seine Manga beinhalten meist eine explizite Gewaltdarstellung.

## Werke
- Sheep, 1989, gemeinsam mit Masahiko Takasho
- Nozokiya (のぞき屋), 1993
- Ichi (イチ), 1993
- Shin Nozokiya (新・のぞき屋), 1994–1997
- Okama Hakusho (おカマ白書), 1996–1997
- Ichi the Killer (殺し屋1, Koroshiya 1), 1998–2001
- Enjo Kōsai Bokumetsu Undō (援助交際撲滅運動), 1998, gemeinsam mit Tetsuya Koshiba
- Homunculus (ホムンクルス), 2003–2011